# Орбелиани, Сулхан-Саба
Сулха́н-Са́ба Орбелиа́ни (груз. სულხან-საბა ორბელიანი; 25 октября [4 ноября] 1658 или 4 ноября 1658, Болнисский район — 26 января [6 февраля] 1725 или 6 февраля 1725, Всехсвятское) — грузинский государственный деятель и дипломат, просветитель, гуманист, писатель, поэт, каллиграф. Князь.

## Биография
Сулхан Орбелиани родился в деревне Тандзиа, воспитывался при царском дворе. Отец Сулхана был верховным судьёй Картли и приходился шурином грузинскому царю Вахтангу V.
Получил хорошее образование в светских и богословских науках. Позднее сам — воспитатель царевича Вахтанга Левановича — впоследствии царя Картли Вахтанга VI, а также его побочного сына — ставшего известным грузинским историком Вахушти Багратиони.
В 1698 году произошёл резкий перелом в жизни Сулхана Орбелиани. С этого времени придворный, феодал и баснописец становится «смиренным монахом Саба» (грузинская транскрипция имени Савва). Если верить утверждению католического миссионера, проживавшего в Грузии, Саба (тайный католик с 1692 г.) стал монахом, чтобы добиться большей свободы действий в борьбе за соединение Грузинской православной и Римско-католической церквей.
В 1712 году сопровождал своего воспитанника Вахтанга VI, незадолго до этого взошедшего на престол, во время его поездки в Персию.
В 1713—1716 годах Саба находился в Западной Европе с дипломатической миссией. Там он уже официально принял католичество. Но тщетно добивался монах-патриот помощи у Папы Римского и французского короля Людовика XIV в борьбе против натиска персидских Сефевидов. Всё ограничилось чисто-внешними почестями.
В 1724 году Саба эмигрировал вместе с Вахтангом VI в Россию. Поселился в Москве, во дворце царевны Дареджан Арчиловны.
Умер в селе Всехсвятском недалеко от Москвы. Похоронен там же, на кладбище у Храма Всех Святых.
Сулхан-Саба является автором сборника басен и новелл «О мудрости вымысла» («О мудрости лжи»). В нём автор развивает идеи просвещённого абсолютизма, резко осуждая феодальную разобщенность общества. В его произведениях оформился новогрузинский литературный язык. Им был составлен «Толковый словарь грузинского языка», по сей день не потерявший своего научного значения. Сулхан-Саба обработал также известный сборник восточных басен «Калила и Димна».

### Семья
Был женат первым браком на княжне Дареджан Багратион-Мухранской (ум. 1698); вторым на Тамаре, дочери Хамь-паши Атабага (ум. 1712).

## Память
- В 1959 году была выпущена почтовая марка СССР, посвященная Орбелиани.
- Именем Сулхана-Сабы названа улица в Тбилиси.
- В Тбилиси Сулхан-Сабе установлен памятник[5].

## Издания
- Собрание сочинений. — Т. 1—4. — Тб., 1959—1966 (на грузинском яз.)
- Мудрость и ложь / Под ред. Г. Леонидзе. — М., 1926.
- Мудрость лжи. — Тб.: Заря востока, 1939
- Сулхан-Саба Орбелиани. Путешествие в Европу. — Тб.: Мерани, 1969.
- О мудрости вымысла / Пред. А. Барамидзе. — М., 1951.
- Мудрость вымысла / Пер. с груз. Е. Гогоберидзе. — Тб.: Заря востока, 1959.
- Мудрость вымысла / Пер. с груз. Е. Гогоберидзе. — М.: Художественная литература, 1975.